# Покровское (Ленинградская область)
Покровское — деревня в Оредежском сельском поселении Лужского района Ленинградской области.

## История
Деревня Покровское упоминается на карте Санкт-Петербургской губернии Ф. Ф. Шуберта 1834 года.

ПОКРОВСКО — деревня принадлежит генерал-майорше Шапошниковой с детьми, число жителей по ревизии: 18 м. п., 18 ж. п.;

чиновнику 4-го класса Игнатьеву, число жителей по ревизии: 5 м. п., 4 ж. п. (1838 год)

Деревня Покровское отмечена на карте профессора С. С. Куторги 1852 года.

ПОКРОВСКО — мыза госпожи Шапошниковой, по просёлочной дороге (1856 год)

ПОКРОВСКОЕ — сельцо владельческое при реке Вечке, число дворов — 3, число жителей: 10 м. п., 17 ж. п. (1862 год)

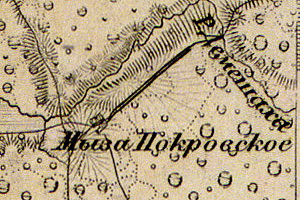
Деревня Покровское на карте 1863 года

Согласно карте из «Исторического атласа Санкт-Петербургской Губернии» 1863 года на месте современной деревни Покровское находилась одноимённая мыза.
В XIX — начале XX века деревня административно относилась к Перечицкой волости 1-го земского участка 1-го стана Лужского уезда Санкт-Петербургской губернии.
По данным «Памятной книжки Санкт-Петербургской губернии» за 1905 год, деревня называлась Покровско и входила в Поддубское сельское общество.
По данным 1933 года деревня Покровское входила в состав Сокольницкого сельсовета Оредежского района.
По данным 1966 года деревня Покровское входила в состав Сокольницкого сельсовета Лужского района.
По данным 1973 и 1990 годов деревня Покровское входила в состав Оредежского сельсовета.
В 1997 году в деревне Покровское Оредежской волости проживал 1 человек, в 2002 году — 6 человек (все русские).
В 2007 году в деревне Покровское Оредежского СП также проживали 6 человек.

## География
Деревня расположена в восточной части района к югу от автодороги 41А-004 (Павлово — Луга).
Расстояние до административного центра поселения — 8 км.
Расстояние до ближайшей железнодорожной станции Оредеж — 8 км.
Деревня находится близ левого берега реки Гверездянка.

## Демография
| 1838 | 1862 | 1997 | 2007 | 2010 | 2017 |
| ---- | ---- | ---- | ---- | ---- | ---- |
| 45   | ↘27  | ↘1   | ↗6   | ↘3   | ↘2   |

## Улицы
Славянская.